# Luis Enríquez Xoaida
Luis Enríquez Xoaida o Zoaida (Baza, Granada, hacia 1530 - ¿?, hacia 1600) fue uno de los principales y más ricos mercaderes de Baza e influyente personaje del Reino de Granada del siglo XVI. Era morisco y por tanto cristiano nuevo por origen familiar, pero él y sobre todo sus descendientes construyeron una leyenda para oscurecer sus orígenes, haciéndolo descendiente de los aristocráticos Enríquez, llegando incluso a proponer que fue primo hermano de Fernando el Católico.